# Obóz odosobnienia
Obóz odosobnienia – miejsce odosobnienia zorganizowane i prowadzone w celu izolowania oraz psychicznego i fizycznego udręczenia przeciwników politycznych. 
Określenia „obozy odosobnienia” używa się również dla określenia obozów, które władze komunistyczne utworzyły po II wojnie światowej m.in. w Świętochłowicach i Łambinowicach i na terenie byłego KL Auschwitz.